# Lützelburg (Lutzelbourg)
Die Lützelburg (französisch: Château de Lutzelbourg) bei Lutzelbourg im französischen Département Moselle ist eine der bedeutendsten stauferzeitlichen Burgruinen im früher lothringischen Teil der Vogesen.
Die Burg beherrscht einen der wichtigsten Vogesenübergänge durchs Tal der Zorn (332 m) wenige Kilometer oberhalb von Saverne. Bereits in römischer Zeit verlief in der Nähe die Straße von Straßburg nach Metz. Heute passieren hier der Canal de la Marne au Rhin und die Bahnlinie Straßburg-Metz.

## Geschichte

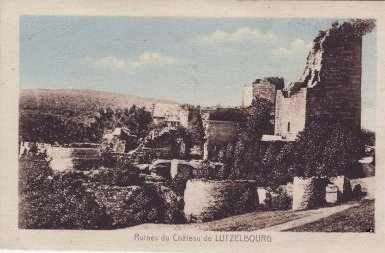
Postkarte um 1900

Die Burg wurde Ende des 11. Jahrhunderts erbaut und befand sich zunächst im Besitz der dem Haus Scarponnois (väterlicherseits) bzw. dem Haus Savoyen (mütterlicherseits) entstammenden Grafen von Lützelburg, bis sie nach dem Tode von Reinard von Lützelburg († 1150) an die Bischöfe von Metz gelangte. 1163 ließen diese die Burg auf Veranlassung Friedrich Barbarossas neu befestigen. Die Lützelburg ist damit eine der wenigen urkundlich genau datierbaren stauferzeitlichen Burgenbauten.
Durch Verpfändungen und Verkäufe entwickelte sich mit der Zeit eine Ganerbschaft, zu der seit 1504 auch Franz von Sickingen zählte. Nach dessen Tod 1523 ließ Kurfürst Ludwig V. von der Pfalz die Burg schleifen und die Herrschaft Lützelburg mit ihren Dörfern Haselburg, Hültenhausen,  Wilsberg und Mittelbronn wurde mit der pfälzischen Grafschaft Lützelstein (La Petite-Pierre) vereinigt. Die militärische Funktion ging auf die 1570 gegründete Festung Pfalzburg über.
1840 verhinderte Adolf Germain, Notar aus Phalsbourg, den Abbruch der Burgruine, deren Steine zum Bau der Bahnlinie Straßburg-Metz bestimmt waren. Um 1900 erwarb der Straßburger Medizinprofessor Eugène Koeberlé die Ruine und errichtete sich einen neoromanischen Wohnbau.

## Anlage

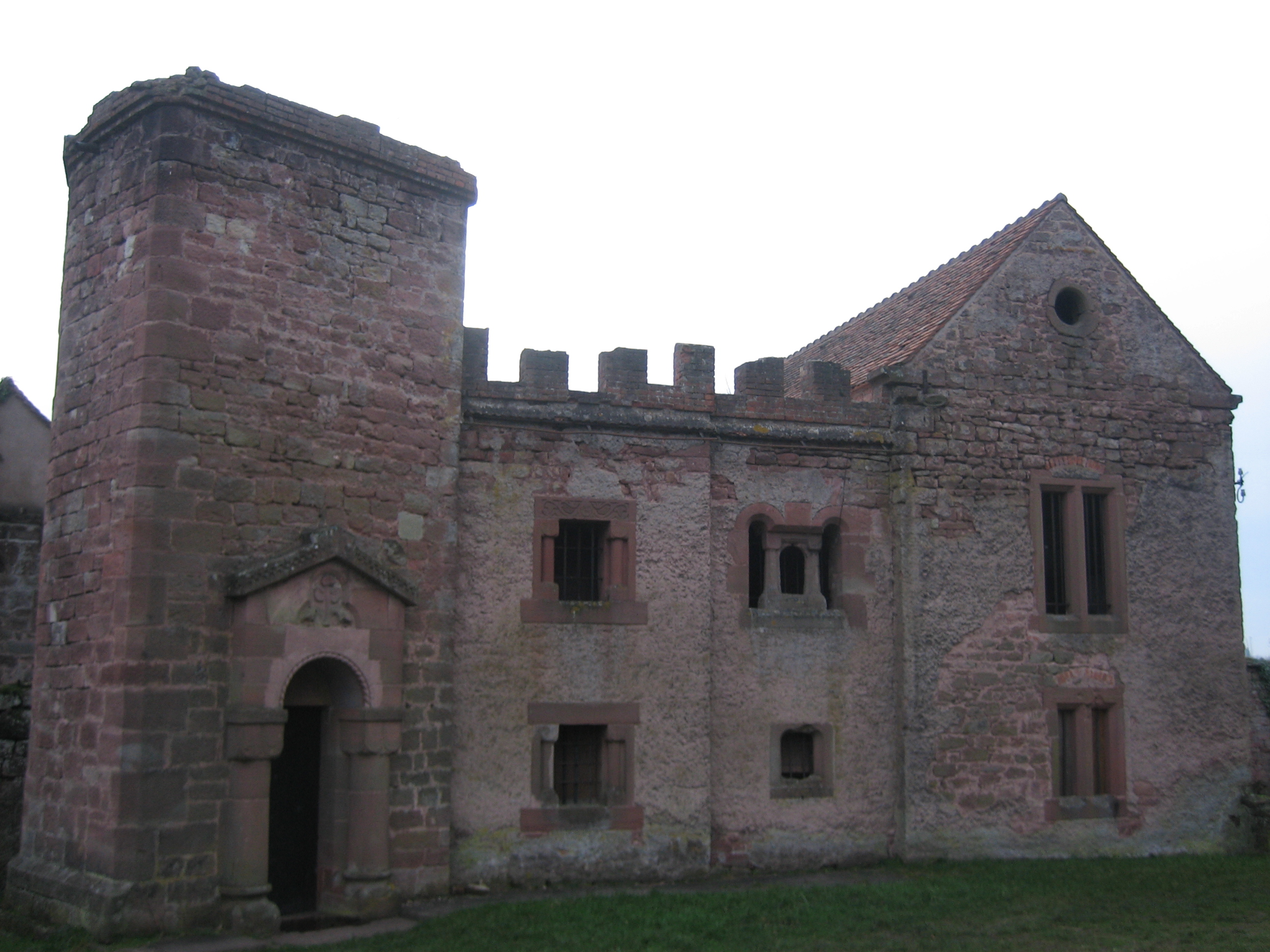
Neoromanischer Bau

Die stauferzeitliche Anlage wurde in späterer Zeit nur wenig verändert und ergänzt. Die Spornburg liegt auf einem Bergsporn von unregelmäßigem Umriss, gegen den sie durch einen Halsgraben geschützt ist, und hatte mit etwa 80 mal 130 Metern beträchtliche Ausmaße. Sie hat zwei in Buckelquadern ausgeführte Bergfriede: einen größeren quadratischen direkt am Halsgraben und einen fünfeckigen ungefähr in der Mitte der Anlage. Die Existenz zweier Bergfriede könnte ein Indiz für eine bei der Erneuerung bereits bestehende Ganerbschaft der Burg sein. Die nur in geringen Resten erhaltenen Wohnbauten waren an die Ringmauer angelehnt, wodurch die Anlage dem Typus der Randhausburg zuzuordnen ist. Gegen den Halsgraben ausgerichtet, steht eine Schildmauer aus glatt behauenen Quadern mit Zangenlöchern und einem rundbogigen Portal. Nur hier ist die Wand in ausreichender Höhe erhalten, so dass sie über dem Torbogen einen leichten Rücksprung zu erkennen gibt, wie er häufig an staufischen Türmen und Mauern zu bemerken ist. Westlich neben dem Tor finden sich die Fundamente eines weiteren quadratischen Turmes, wahrscheinlich einziger Rest des Vorgängerbaus aus dem 11. Jahrhundert.
Jenseits des Halsgrabens wurde im 15. Jahrhundert dem Hauptzugang eine kleine Barbakane mit Bastionsturm vorgelagert. Darüber hinaus finden sich keine Reste von nachstaufischen Erweiterungen der Burg.

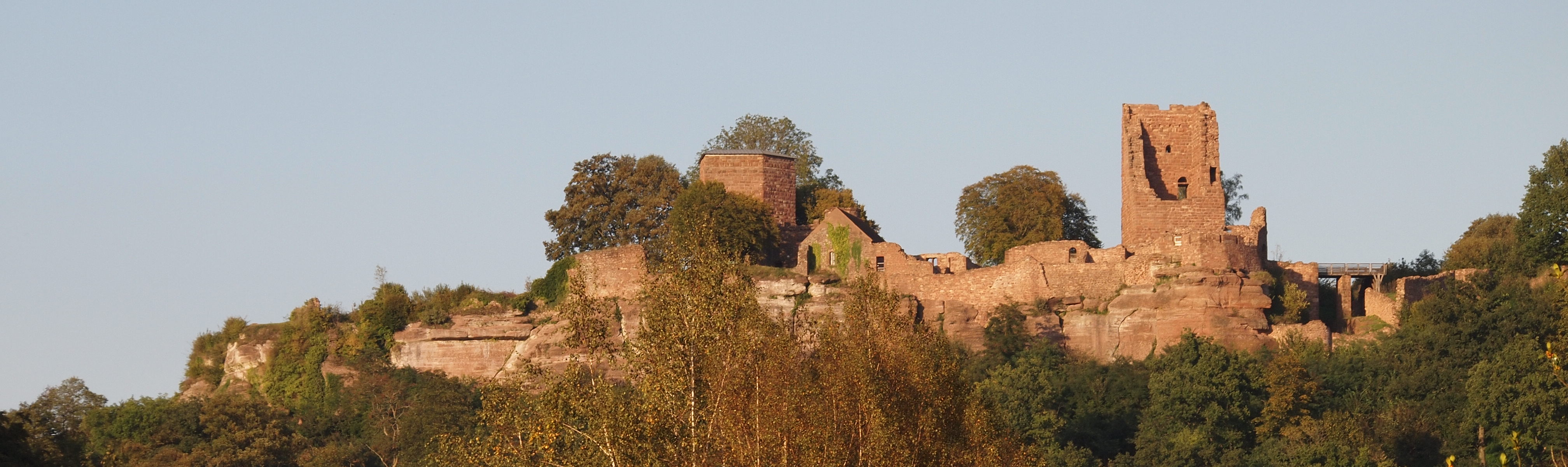
Ansicht aus dem Tal